# بلبل (جنس)
البلبل أو كُعَيْت أو نُغْر أو جُمَيْل (الاسم العلمي: Pycnonotus) هو جنس من الطيور يتبع الفصيلة البلابل من رتبة عصفوريات الشكل. جميعها جميلة الشكل ورشيقة القوام مختلفة الألوان المتداخلة يغلب فيها الحنطي الأسمر المواج والرمادي الأسفع. تألف الأحراج والغابات والحدائق. معظمها غِرِّيد يحسن التوقيع. وهي تدثّن في الأشجار وتحضن من 4 إلى 6 بيضات.

## أنواع جنس البلبل
- بلبل التمر
- بلبل أبيض الأذن
- بلبل أبيض الحواجب
- بلبل أبيض الخد
- بلبل أحمر العجز
- بلبل أحمر العينين
- بلبل أزرق اللغد
- بلبل أسخم الرأس
- بلبل أسود
- بلبل أسود التاج
- بلبل أسود الرأس
- بلبل أسود وأبيض
- بلبل أصفر الأذن
- بلبل أصفر الحنجرة
- بلبل أصفر العجز
- بلبل أصفر اللغد
- بلبل أفريقي جنوبي
- بلبل بسيط
- بلبل بني الصدر
- بلبل تايواني
- بلبل ثلاثي الألوان
- بلبل دودسوني
- بلبل رأس الرجاء
- بلبل رمادي البطن
- بلبل رمادي الرأس
- بلبل زيتوني الجناحين
- بلبل سيلاني
- بلبل شائع
- بلبل صومالي
- بلبل صيني
- بلبل عاري الوجه
- بلبل متتالي الأذنين
- بلبل محرشف الصدر
- بلبل مخطط
- بلبل مخطط الحنجرة
- بلبل مخطط لبني
- بلبل مصفر
- بلبل منتفخ الخلف
- بلبل منظاري
- بلبل منقط الرقبة
- بلبل منقط برتقالي
- بلبل اصفر العجز (الاسم العلمي:Pycnonotus goiavier)
- بلبل الهيمالايا (الاسم العلمي:Pycnonotus leucogenys)
- بلبل أحمر العجز (الاسم العلمي:Pycnonotus jocosus)
- بلبل أحمر العينين الأسيوي (الاسم العلمي:Pycnonotus brunneus)
- بلبل أسخم الرأس (الاسم العلمي:Pycnonotus aurigaster)
- بلبل أسود الرأس (الاسم العلمي:Pycnonotus atriceps)
- بلبل أسود وأبيض (الاسم العلمي:Pycnonotus melanoleucos)
- بلبل ابيض النضارة (الاسم العلمي:Pycnonotus xanthopygos)
- بلبل بني الصدر (الاسم العلمي:Pycnonotus xanthorrhous)
- بلبل رمادي البطن (الاسم العلمي:Pycnonotus cyaniventris)
- بلبل زيتوني الجناحين (الاسم العلمي:Pycnonotus plumosus)
- بلبل شائع (الاسم العلمي:Pycnonotus barbatus)
- بلبل متتالي الأذنين (الاسم العلمي:Pycnonotus blanfordi)
- بلبل مخطط (الاسم العلمي:Pycnonotus striatus)
- بلبل منتفخ الخلف (الاسم العلمي:Pycnonotus eutilotus)
- بلبل برتقالي النقاط (الاسم العلمي:Pycnonotus bimaculatus)
- بلبل مخطط الحنجرة (الاسم العلمي:Pycnonotus finlaysoni)
- بلبل المصفر (الاسم العلمي:Pycnonotus flavescens)
- بلبل كريمي الخطوط (الاسم العلمي:Pycnonotus leucogrammicus)
- بلبل ازرق اللغد (الاسم العلمي:Pycnonotus nieuwenhuisii)
- بلبل احمر العين الأفريقي (الاسم العلمي:Pycnonotus nigricans)
- بلبل رمادي الجبهة (الاسم العلمي:Pycnonotus cinereifrons)
- بلبل البسيط (الاسم العلمي:Pycnonotus simplex)
- بلبل متقشر الصدر (الاسم العلمي:Pycnonotus squamatus)
- بلبل منقط العنق (الاسم العلمي:Pycnonotus tympanistrigus)
- بلبل اصفر اللغد (الاسم العلمي:Pycnonotus urostictus)
- بلبل قشي الرأس (الاسم العلمي:Pycnonotus zeylanicus)
- بلبل اصفر الأذنين (الاسم العلمي:Pycnonotus penicillatus)
- بلبل ابيض الحاجب (الاسم العلمي:Pycnonotus luteolus)
- بلبل اسود التاج (الاسم العلمي:Pycnonotus melanicterus)
- بلبل اسود العرف (الاسم العلمي:Pycnonotus flaviventris)
- بلبل ياقوتي الحنرة (الاسم العلمي:Pycnonotus dispar)
- بلبل ناري الحنجرة (الاسم العلمي:Pycnonotus gularis)
- بلبل بورنيو (الاسم العلمي:Pycnonotus montis)
- بلبل احمر النهايه (الاسم العلمي:Pycnonotus cafer)
- بلبل اسود الرأس (الاسم العلمي:Pycnonotus atriceps)
- بلبل اندمان (الاسم العلمي:Pycnonotus fuscoflavescens)
- بلبل رمادي الرأس (الاسم العلمي:Pycnonotus priocephalus)
- بلبل اصفر الحنجرة (الاسم العلمي:Pycnonotus xantholaemus)
- بلبل الصيني (الاسم العلمي:Pycnonotus sinensis)
- بلبل ابيض الأذنين (الاسم العلمي:Pycnonotus leucotis)
- بلبل النضارة (الاسم العلمي:Pycnonotus erythropthalmos)
- بلبل تايوان (الاسم العلمي:Pycnonotus taivanus)
- بلبل كيب (الاسم العلمي:Pycnonotus capensis)
- بلبل بورنيو (الاسم العلمي:Pycnonotus montis)
- بلبل عاري الوجه (الاسم العلمي:Pycnonotus hualon)